# Beatrijs van Nazareth
Beatrijs van Nazareth, ook wel Beatrix van Aa, Beatrix van Bloemendaal, Beatrix van Lier of Beatrijs van Tienen, (Tienen, 1200 – Lier, 29 augustus 1268) was een Brabantse mystica en schrijfster. Haar toenaam Nazareth is te danken aan het cisterciënzerklooster Nazareth bij de Vlaamse stad Lier, waar ze vanaf 1236 tot haar dood zou verblijven. Beatrijs is de eerste mystieke vrouwelijke auteur die schreef in een Europese volkstaal. Dat ze schreef over religieuze zaken was opmerkelijk, want in de middeleeuwen was dit voor vrouwen nagenoeg verboden. Het was het domein van mannen. Bovendien schreef ze over religieuze zaken in het Middelnederlands, een volkstaal, een ongewijde taal. Latijn was in die tijd de gebruikelijke taal om over religie te schrijven. Kurt Ruh, Zwitsers literatuurhistoricus en gespecialiseerd in de mystieke Middelnederlandse letterkunde, ziet haar als Europese pionier van de volkstalige mystiek.
In de Nederlandse literatuurgeschiedenis is Beatrijs van Nazareth de eerste prozaschrijver en in de chronologie van deze geschiedenis de tweede auteursnaam na Heinric van Veldeke. Pas begin twintigste eeuw werd ze ontdekt als een aan Hadewijch verwante ziel, een 'onbewuste kunstenares van grote betekenis'.
Beatrijs van Nazareth is vooral bekend geworden door haar Van seven manieren van heiliger minnen, een religieus traktaat. Ze wordt voor dit werk gewaardeerd vanwege ‘de hoogte van haar denken, de diepte van haar lessen en de helderheid van haar verwoording’.
Na haar dood werd Beatrijs van Nazareth zalig verklaard door de kerk. Haar gedachtenis is op 29 augustus, haar sterfdag.
In haar spiritualiteit was zij een voorloper van de verering van het Heilig Hart.

## Biografie
Beatrijs van Nazareth werd in 1200 geboren in Tienen, dat toentertijd deel uitmaakte van het hertogdom Brabant. Haar ouders Geertrui en Bartholomeus de Vleeschhouwer waren vrome welgestelde burgers. Zij kregen zes kinderen. Haar moeder overleed toen Beatrijs zeven jaar was, waarna haar vader haar onderbracht bij een gemeenschap van begijnen in Zoutleeuw. Daar werd ze onder meer onderwezen in de Latijnse taal. Haar vader zou na de dood van zijn vrouw drie cisterciënzerabdijen stichten.
Als tienjarige werd Beatrijs voor haar verdere opleiding door haar vader als oblate afgestaan aan de kloosterschool van de benedictinessenabdij Bloemendael (Florival) in Eerken. Beatrijs ontving een gedegen Latijnse opleiding, waarbij ze het curriculum van de artes liberales doorliep. In deze periode begon ze ook met allerlei vormen van zelfkastijding. Vijf jaar later werd ze aangenomen als novice in de inmiddels tot de cisterciënzerorde overgegane abdij. Beatrijs’ vader Bartholomeus was bij deze overgang betrokken. In 1216 legde Beatrijs, twee jaar eerder dan de bij deze orde gebruikelijke achttienjarige leeftijd, haar kloostergeloften af.
Na haar toetrede tot de kloosterorde verbleef ze een jaar in het zusterklooster Rameia in Jauchelette. Dit klooster had een scriptorium, waar Beatrijs zich bekwaamde in het kopiëren van liturgische geschriften en de kunst van de boekverluchting. Ze leerde de mystica Ida van Nijvel - vernoemd naar haar heilige naamgenote uit de zesde eeuw - kennen, die haar geestelijke leidsvrouw zou worden. In Rameia had Beatrijs haar eerste mystieke ervaring. Ze zou uit zichzelf getreden zijn en de Heilige-Drie-Eenheid hebben gezien.
Vanaf 1221 verbleef Beatrijs in het klooster van Maagdendaal in Oplinter (bij Tienen). Deze abdij was in 1215 gesticht door haar vader, Bartholomeus. Beatrijs zou hier veertien jaar verblijven. In die periode hield ze een dagboek - een Liber Vitae - bij waarin ze haar mystieke ervaringen optekende. Hiermee was ze al tijdens haar verblijf in Rameia begonnen.
In 1235 verhuisde ze naar de abdij van Nazareth bij Lier. Deze abdij was in datzelfde jaar door haar vader gesticht. Aanvankelijk geeft Beatrijs onderwijs aan novicen, maar al gauw wordt ze priorin van deze cisterciënzerabdij. In dit klooster stopte ze met het bijhouden van haar dagboek. Ze schreef in deze periode haar traktaat Van seven manieren van heiliger minnen. Zowel haar vader als Beatrijs zouden tot hun dood in de abdij verblijven. Beatrijs stierf op 29 augustus 1268 op achtenzestigjarige leeftijd. 

## Brabantse vrouwenmystiek
In de dertiende eeuw ontstond in de streek rond Luik een religieuze vrouwenbeweging, die zorgde voor een leefomgeving waarin vrouwelijke spiritualiteit en vroomheid tot bloei konden komen. Beatrijs van Nazareth en Hadewijch zijn exponenten van deze Brabantse mystiek. Zij waren allebei geletterde vrouwen, die het Latijn beheersten. Beatrijs van Nazareth was bovendien belezen in moeilijke theologische onderwerpen, zoals de Heilige-Drie-Eenheid.
Beatrijs van Nazareth en Hadewijch zijn ook de eerste bij naam bekende vrouwelijke auteurs in de Middelnederlandse literatuur. Zij schreven beiden in de volkstaal - wat toen nog ongebruikelijk was - over hun persoonlijke mystieke ervaringen. Hun teksten waren bedoeld voor een kring gelijkgestemde spirituele vrouwen om lering en geestelijke begeleiding te bieden aan deze medezusters, die vaak geen Latijnse scholing hadden genoten. Beatrijs verwoordde haar mystieke inzichten binnen de geaccepteerde structuren van het christendom. Zij had, anders dan Hadewijch, als cisterciënzer non gekozen voor een traditionele religieuze leefwijze binnen de officiële kerk.

## Werk

### Liber Vitae
Liber Vitae (‘Levensboek’) is de titel die wordt gebruikt voor het dagboek dat Beatrijs van Nazareth bijhield tussen 1217 en 1235. Hierin schreef ze haar mystieke ervaringen neer. De titel is afkomstig van de anonieme auteur van de Vita Beatricis (zie hieronder). Hij baseerde zich voornamelijk op dit dagboek om zijn heiligenleven over Beatrijs (Vita Beatricis) te schrijven.
Hoewel Beatrijs een goede opleiding heeft genoten en zeker Latijn kende, schreef ze in de volkstaal. Spijtig genoeg is het Liber Vitae verloren gegaan.

### Van seven manieren van heiliger minnen

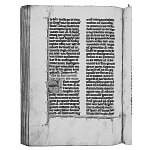
Pagina uit het handschrift van Van seven manieren van heiliger minnen', dat zich bevindt in de Koninklijke Bibliotheek in Den Haag

Van seven manieren van heiliger minnen bevat de kern van de mystieke leer van Beatrijs van Nazareth: ze schrijft over de opgang in de mystieke liefde (Godsliefde). Hierin onderscheidt ze zeven vormen van ervaring: zuiverende liefde, dienende liefde, het onverzadigbare verlangen naar de volle liefde, de mystieke liefdesvreugde, de liefdesstorm, de zegevierende liefde en de overgang naar de eeuwige liefde. Het is een klein traktaat van ongeveer vijfhonderd prozaregels dat ze vermoedelijk tijdens haar verblijf in het klooster Nazareth schreef. Het werk heeft een heel eigen mystieke terminologie, waardoor Beatrijs zich beperkt tot haar eigen kring. Het oorspronkelijke handschrift is verloren gegaan, maar er zijn wel drie afschriften overgeleverd: het oudste dateert uit het midden van de veertiende eeuw en het jongste uit het midden van de vijftiende eeuw.

### Vita Beatricis
De Vita Beatricis is een Latijnse bewerking naar Beatrijs’ Liber Vitae en bevat ook mededelingen van ooggetuigen, persoonlijke toelichtingen van de auteur en het grootste gedeelte van Van seven manieren van heiliger minnen. De Vita werd kort na haar dood geschreven, in opdracht van de abdis en de zusters van Nazareth.
De auteur van de Vita Beatricis is onbekend, hoewel sommige bronnen Willem van Affligem, een 13de-eeuwse geleerde, vermelden. Opvallend is dat de auteur de té mystieke aspecten (bv. het aanschouwen van de heilige Drievuldigheid) van Beatrijs’ leven weglaat en dat hij haar weergeeft als heilige in plaats van als mystica. Dit blijkt uit de vergelijking van Van seven manieren van heiliger minnen met de Vita Beatricis. De Vita behoort tot het tekstgenre van de hagiografie, ook wel heiligenleven genoemd.
Er zijn twee handschriften met de Vita Beatricis overgeleverd: één uit 1320 en één uit de zestiende eeuw, respectievelijk bewaard in Brussel en in Gent.